# Monumentos Nacionais do Chile
Os Monumentos Nacionais do Chile, também abreviados MN, são os elementos, construções e lugares que formam parte do patrimônio do país, e que pelo tanto são protegidas por Lei. São parte importante da Cultura do Chile.

## Definição e Categorias de Monumento Nacional
A lei N° 17.288 de Monumentos Nacionais estipula que:
O total de Monumentos Nacionais, a outubro de 2008, é de 938 elementos. Os monumentos se agrupam segundo as seguintes categorias
- Monumentos Históricos (633 elementos).
- Monumentos Públicos (150 elementos).
- Monumentos Arqueológicos (21 elementos).
- Zonas Típicas ou Pitorescas (95 elementos).
- Santuários da Natureza (39 elementos).

ABORDO ASSUNTOS LEGAS
e importante para historias também a moda antiga como túnicas imoconos e monumentos eram quardado por quarda hoje esta jogada 

## Monumentos Históricos

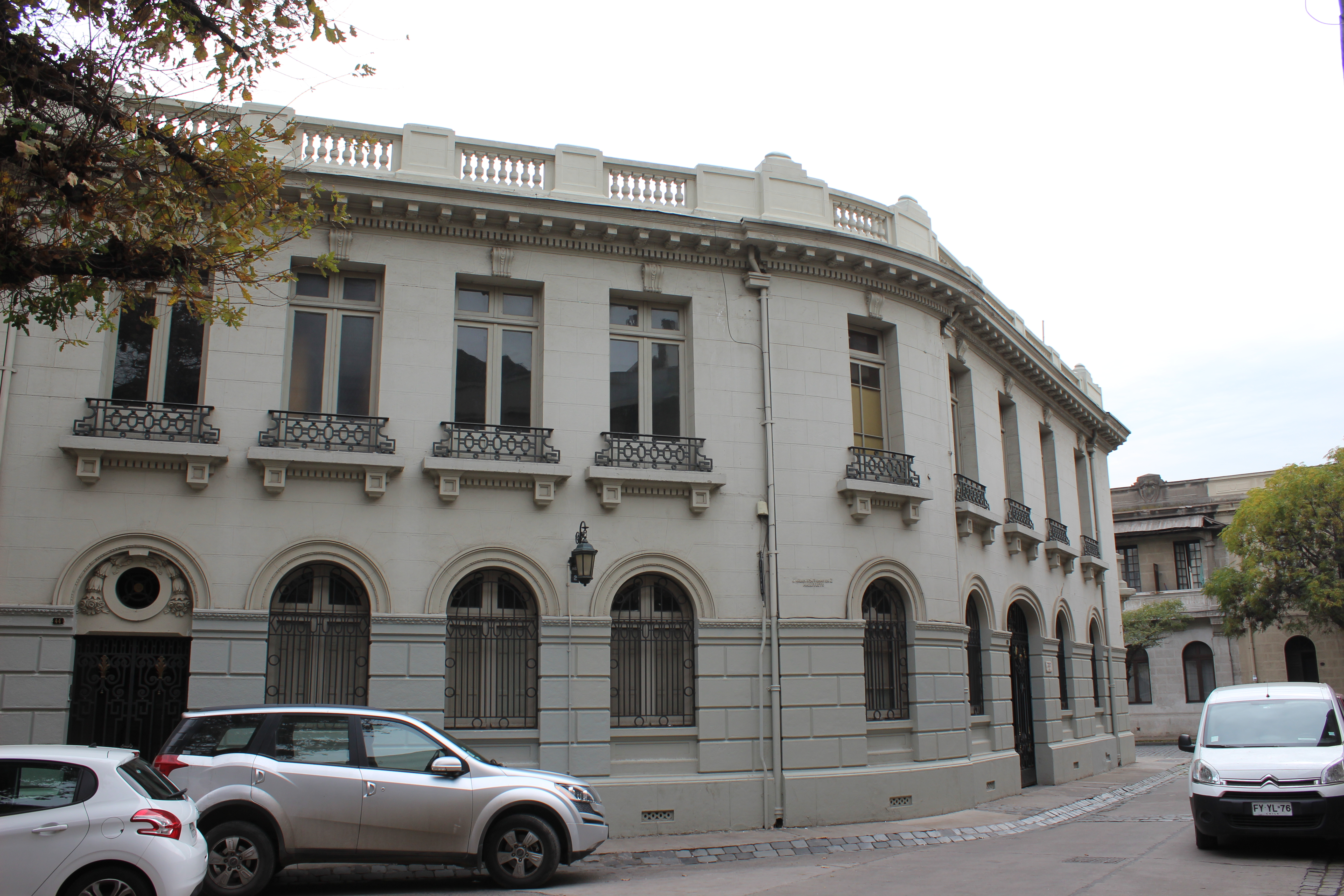
Pálacio Concha construído em 1920, localizado no Bairro Concha y Toro.

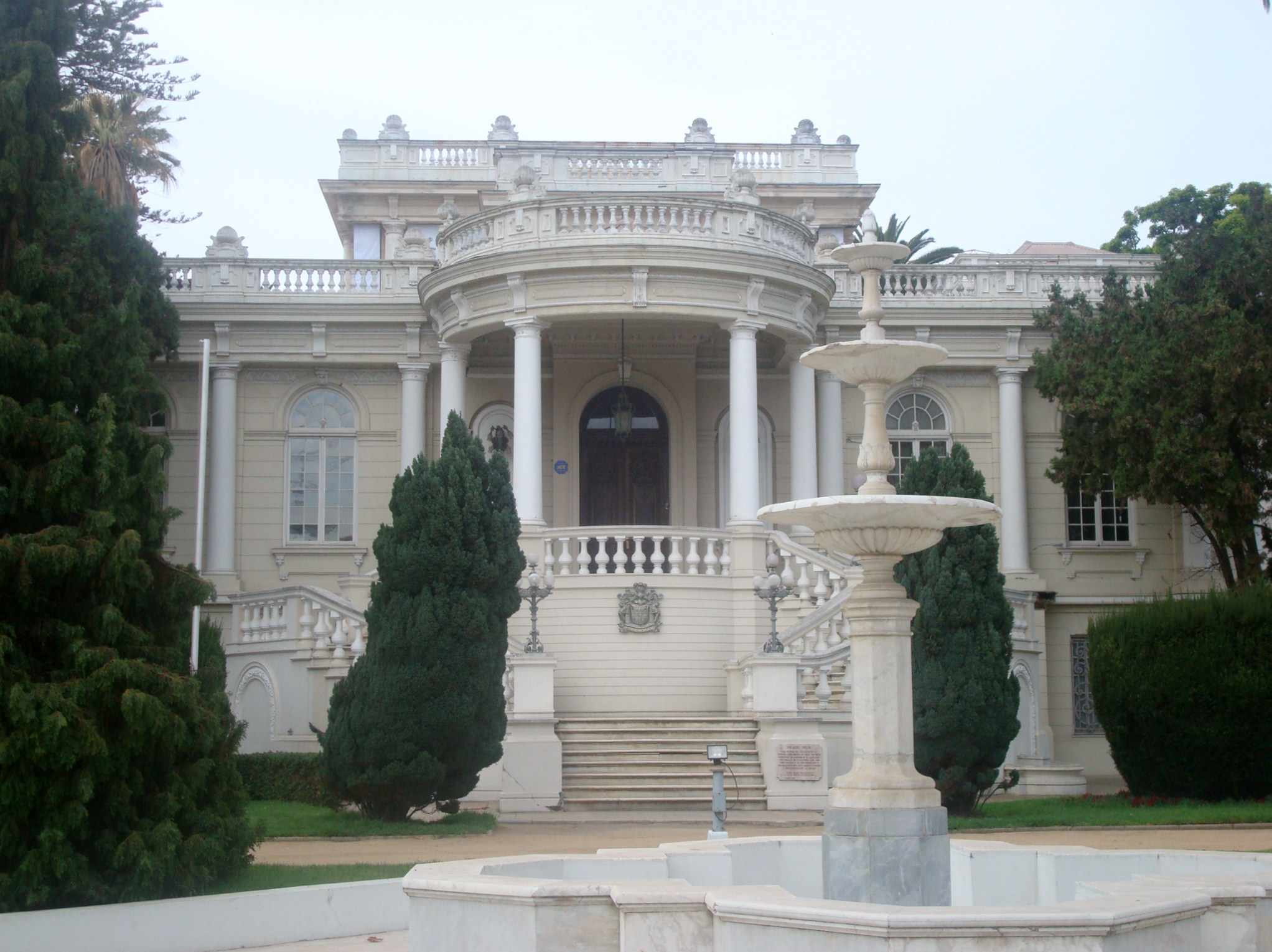
Palácio Rioja, em Viña del Mar.

No registro do Conselho de Monumentos Nacionais, a outubro do 2008 figuram como tais 633 elementos. Alguns dos elementos mais destacados são:
- Ascensores de Valparaíso
- Biblioteca Nacional do Chile
- Biblioteca de Santiago
- Bolsa de Comércio de Santiago
- Capela do Antigo Lazareto de San Vicente de Paul
- Capela San Juan de Dios de Chillán
- Casa Lo Contador
- Central Hidroeléctrica Chivilingo
- Cerro Santa Lucía
- Escola de Artes e Oficíos
- Estação Central de Santiago
- Estação Mapocho
- Estádio Nacional de Chile
- Igreja Nossa Senhora das Mercedes de Papudo
- Igrejas de Chiloé
- Londres 38
- Píer Salítero Companhia Melbourne Clark
- Museu Regional de Antofagasta
- Oficina Salitrera Chacabuco
- Fábricas de Nitrato do Chile de Humberstone e Santa Laura
- Palácio de La Moneda
- Palácio Presidencial Cerro Castillo
- Palácios em Santiago de Chile
- Castelo Wulff
- Ruedas de Larmahue
- Ruínas da Fundição de Metais de Huanchaca
- Templo Votivo de Maipú
- Villa Grimaldi
- Palácio Cousiño Goyenechea
- Igreja São Francisco do Monte
- Morro de Arica
- Ramal Talca - Constitución
- Casa Central da Universidad de Chile

## Monumentos Públicos
Tem a condição de Monumento Público todos os objetos que se usam para perpetuar a memoria em lugares públicos. A Lei os define do seguinte modo:
O Conselho de Monumentos Nacionais está tratando de realizar um registro em que figurem todos os Monumentos Públicos, arrecadando informações das autoridades locais. Em outubro de 2008 figuram como tais 150 elementos.
- Hito ao Trópico de Capricórnio

## Monumentos Arqueológicos

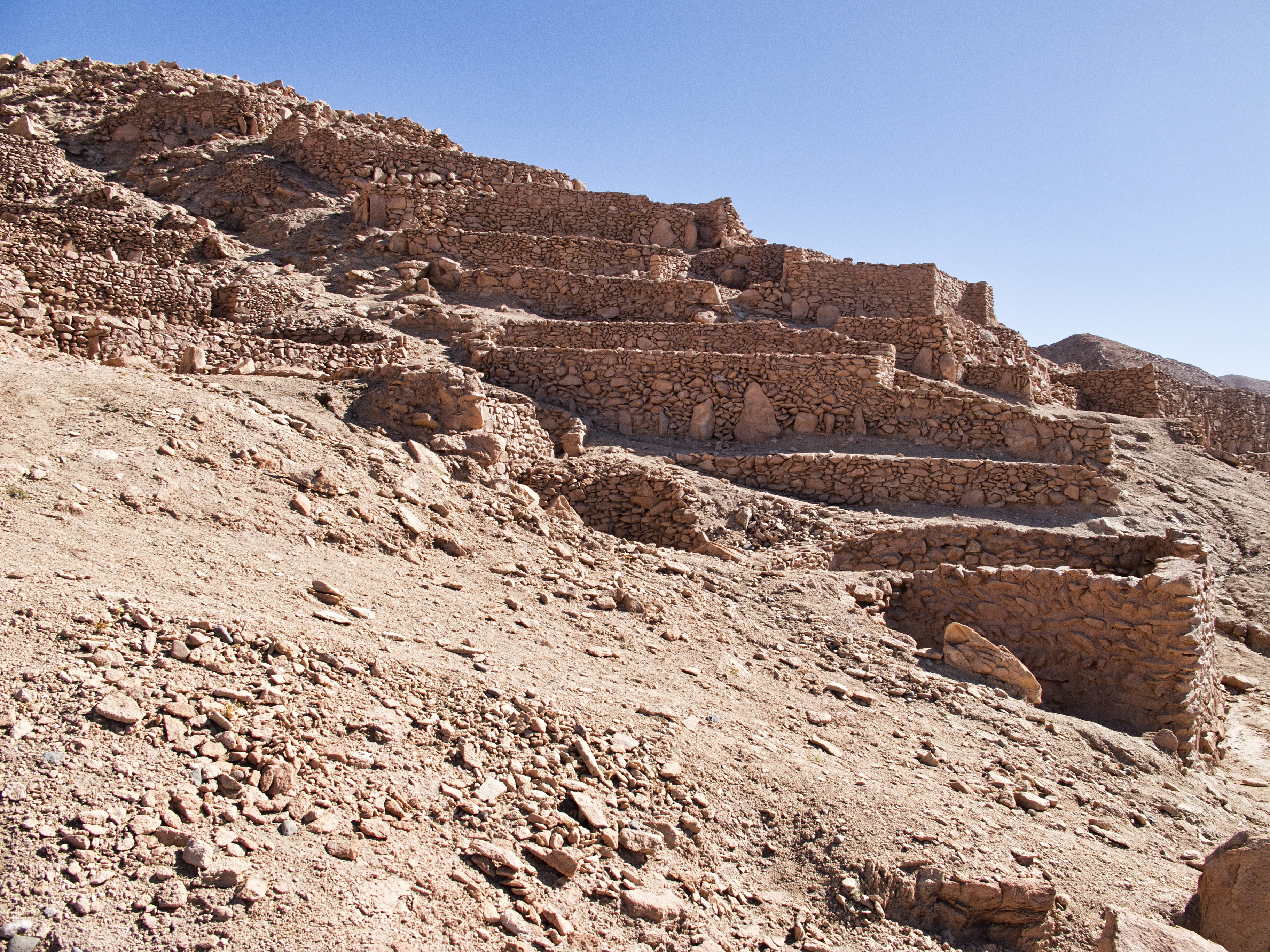
Pukará de Quitor.

Se consideram Monumentos Arqueológicos:
No registro do Conselho de Monumentos Nacionais, a outubro do 2008 figuram como tais 21 elementos. Alguns dos elementos mais destacados são:
- Aldea de Tulor.
- Pucará del cerro de La Compañía.
- Pukará de Quitor.
- Sítio de Monte Verde.

## Zonas Típicas

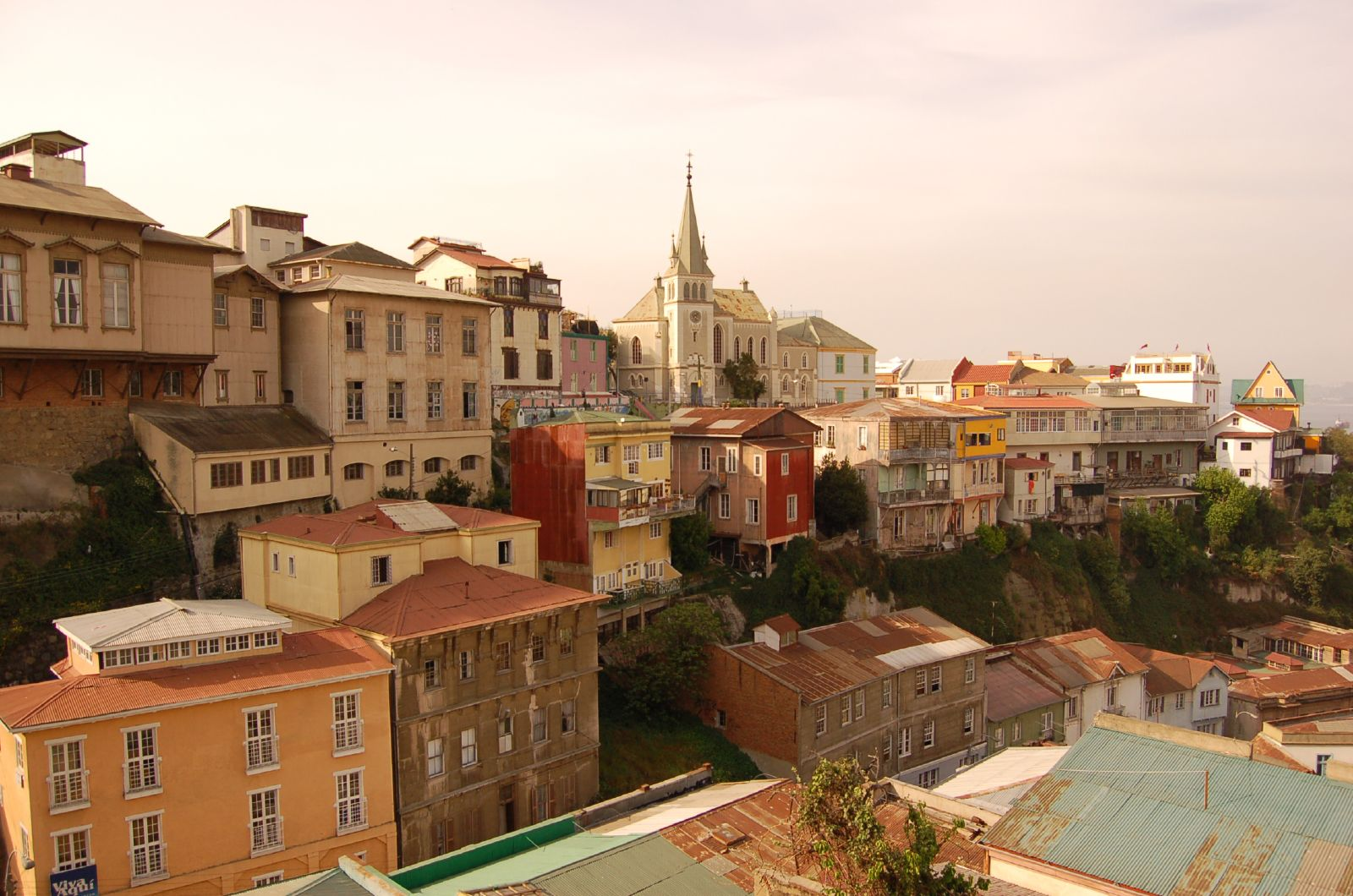
Cerro Concepción em Valparaíso.

São agrupação de bens imóveis urbanos ou rurais, que formam uma unidade e se desatacam por seu estilo, materialidade ou técnica construtiva. Legalmente, se consideram Zonas Típicas ou Pitorescas:
No registro do Conselho de Monumentos Nacionais, a outubro de 2008 figuram como tais 95 elementos. Alguns dos elementos mais destacados são:
- Concha y Toro
- Bairro Paris-Londres
- Centro Histórico de Los Andes
- Aldeia Mineira de Sewell
- Fábricas de Nitrato do Chile de Humberstone e Santa Laura
- Bairro Histórico de Iquique
- Passeio Atkinson
- Angelmó
- Vale do Elqui
- Ruta del Vino
- Canhão do Maipo
- Mercado de Chillán
- La Recova em La Serena
- Túnel do Cristo Redentor
- Viaduto do Malleco
- Andacollo
- Praça Marcelino Champagnat
- Centro Histórico da Cidade de Chanco
- O Povoado de Yerbas Buenas
- Praça das Armas de Curicó

## Santuários da Natureza

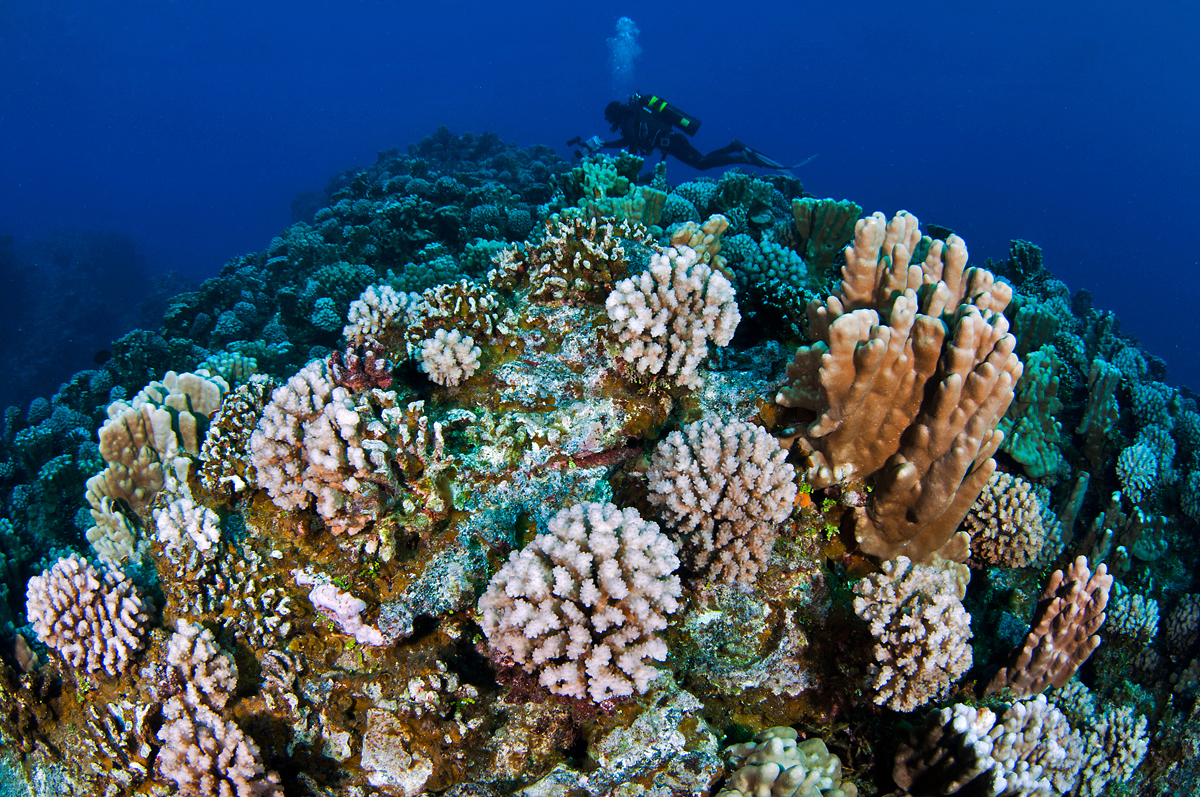
Parque Marino Motu Motiro Hiva, Ilha de Sala e Gómez.

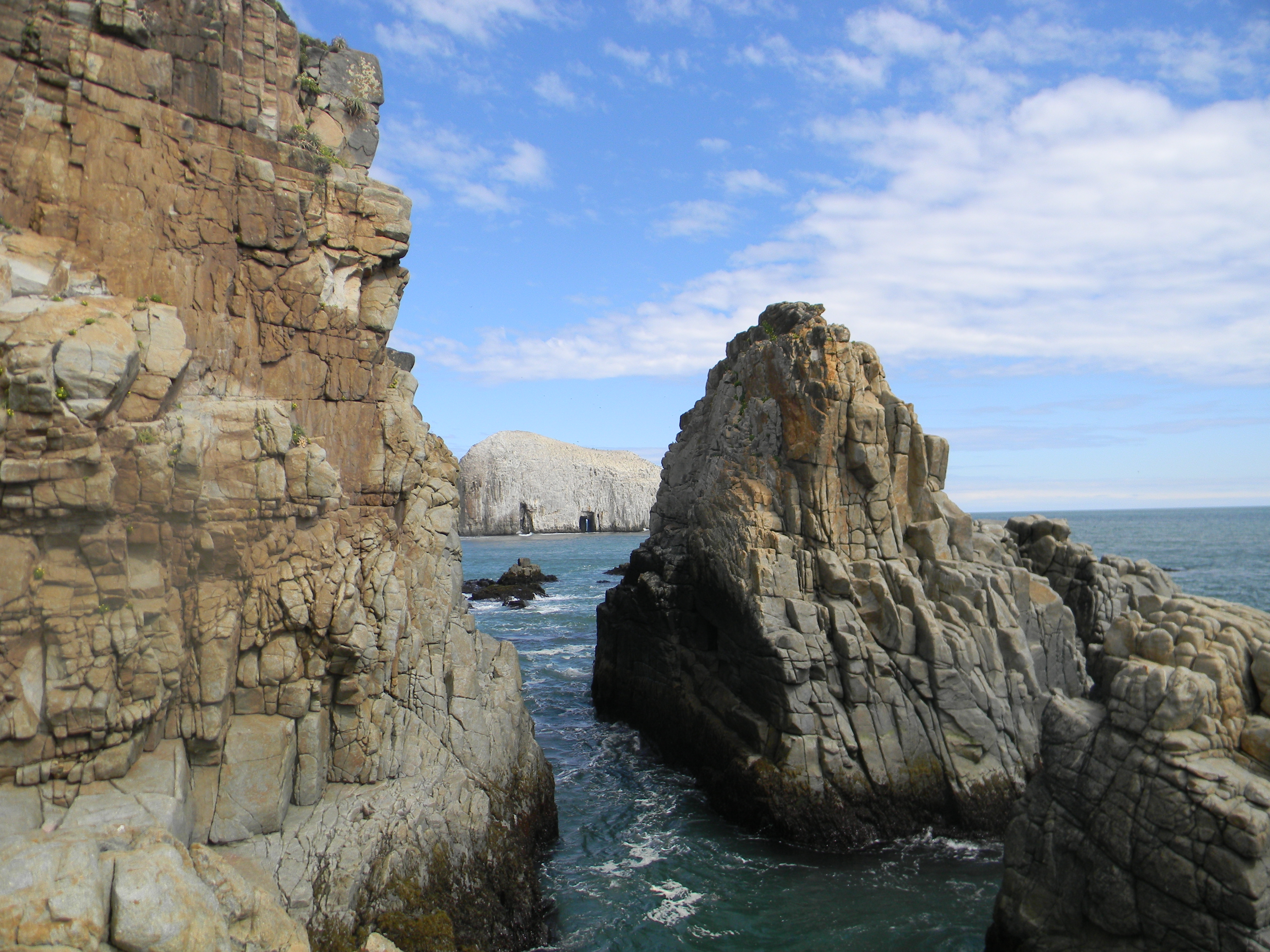
Rocas de Constitución e Igleja de Pedra.

Se consideram Santuários da Natureza:
No registro do Conselho de Monumentos Nacionais, a outubro de 2008 figuram como tais os seguintes 39 elementos.
- Prédio Los Nogales
- Fundo Yerba Loca
- Laguna Torca
- Laguna El Peral
- Ilha de Sala e Gómez
- Ilhotes adjacentes para a Ilha de Páscoa
- Parque Quinta Normal